# Rahib Bəylərov
Rahib Bəylərov (* 25. Oktober 1985 in Siyəzən, Aserbaidschanische SSR) ist ein ehemaliger aserbaidschanischer Boxer.

## Erfolge
Rahib Bəylərov wurde mehrfach Meister von Aserbaidschan und gewann 2003 die Silbermedaille im Weltergewicht bei den Junioren-Europameisterschaften in Polen. Er schlug dabei unter anderem Konstantin Buga und schied im Finale gegen Saurbek Bajsangurow aus. 2004 gewann er eine Bronzemedaille im Weltergewicht bei den World University Championships in der Türkei, als er im Halbfinale gegen Serhij Derewjantschenko unterlag.
Sein größter Erfolg war der Gewinn der Silbermedaille im Mittelgewicht bei den Europameisterschaften 2006 in Bulgarien, als er erst im Finale gegen Matwei Korobow gescheitert war. 2008 nahm er an den europäischen Ausscheidungskämpfen zur Teilnahme an den Olympischen Spielen 2008 teil, konnte sich jedoch nicht qualifizieren.
Weiters war er Teilnehmer der Junioren-WM 2004 (Achtelfinale), der EM 2010 (Vorrunde) und 2011 (Viertelfinale), sowie der WM 2007 (zweite Vorrunde).

## Weblink
- amateur-boxing.strefa.pl

| Personendaten    | Personendaten             |
| ---------------- | ------------------------- |
| NAME             | Bəylərov, Rahib           |
| KURZBESCHREIBUNG | aserbaidschanischer Boxer |
| GEBURTSDATUM     | 25. Oktober 1985          |
| GEBURTSORT       | Siyəzən                   |